# Histoires de mirages
Histoires de mirages est le trentième-et-unième tome — et le dix-neuvième volume de la deuxième série — de La Grande Anthologie de la science-fiction paru en 1984.
Préfacé par Gérard Klein, l'ouvrage réunit quatorze nouvelles publiées entre 1953 et 1974.
L'image de couverture de la seconde édition a été réalisée par Philippe Adamov ; elle représente un homme allongé sur un divan « futuriste » ; à ses côtés se trouve un psychanalyste qui l'écoute ; les deux hommes sont englobés et comme noyés dans un éther bleuté traversé par des courants de fluides.

## Publication
- Gérard Klein (dir.), Histoires de mirages, Le Livre de poche no 3816, 1984.

## Extrait de la préface
«  Histoires de mirages - autant dire histoires de fantasmes. Elles explorent l'espace intérieur, dont les mondes se nomment délire, folie, hallucinations, ou suivent plus ordinairement les orbites communes du désir au-dedans des êtres, là où, normalement, ça ne se voit pas. La science-fiction dont les scènes se situent par vocation où personne n'est jamais allé - les autres planètes, le futur, les univers parallèles - ne va pas se priver de décrire les profondeurs d'un esprit. Il y a là un fantasme au carré. Toutes les histoires de science-fiction se déploient dans l'imaginaire : elles traduisent, ou trahissent, un désir d'omnipotence, même lorsqu'elles semblent le dénier en culminant dans une conclusion catastrophique. (…) Dans ces histoires de mirages, cependant, cette omnipotence feint de se dévoiler en se donnant pour champ son origine même : le domaine du psychisme, travaillé, structuré, fragmenté par le désir dont une modalité importante consiste en les obstacles qu'il s'oppose. (…) Dans chacune de ces nouvelles, le désir et l'histoire résultent de la répétition d'une expérience primordiale, celle de l'élaboration d'un fantasme de maîtrise. (…)  »
— Extrait des quatre premiers paragraphes de la préface

## Liste des nouvelles

### L'Existence de Mason
- Titre en anglais : Mason's Life.
- Micronouvelle écrite en 1972, publiée en 1979, de Kingsley Amis, traduite en français par Charles Canet.
- Résumé : Un homme, George Mason, est abordé par un autre homme qui dit se nommer Daniel Pettigrew. Ce dernier demande à Mason ses nom et prénom (que Mason lui donne), puis son numéro de téléphone (que Mason lui donne encore). Pettigrew lui explique qu'ils sont tous deux en train de dormir et de rêver, et qu'ils se rencontrent dans un rêve commun. Mason est interloqué et ne le croit pas. Soudain, Pettigrew lui dit : « Je me réveille » et il disparaît rapidement. S'agissait-il réellement d'une aventure parapsychique entre deux inconnus, ou alors… Pettigrew et Mason sont-ils une seule et même personne ? Mason est-il Pettigrew pendant son propre sommeil ? Est-il fou ? La nouvelle ne répond pas à ces interrogations et laisse le débat ouvert.

### En dedans
- Titre en anglais : Inside.
- Nouvelle publiée en 1970 de Carol Carr [1], traduite en français par Frank Straschitz.
- Résumé : Une jeune femme, dont on ignorera l'identité, déambule dans une maison inconnue et mystérieuse. Elle en visite les pièces, les unes après les autres. Étrangement, la maison devient de plus en plus grande au fur et à mesure qu'elle la visite. Elle fait ensuite connaissance avec le personnel de maison. Puis un jour, des gens viennent lui rendre visite. Une grande réception a lieu. En réalité, elle vient de mourir, elle entend les commentaires parfois méchants des membres de sa famille ou amis qui assistent à ses obsèques. Mais ce n'est pas grave. D'autres réceptions ont lieu, d'autres gens viennent. Tout disparaît dans un brouillard sans nom.

### Le Rivage d'Asie
- Titre en anglais : The Asian Shore.
- Nouvelle publiée en 1970 de Thomas Disch, traduite en français par Bruno Martin.
- Résumé : Un homme, qui est Américain, vit en Turquie. Touriste, il visite Istanbul, ses musées, ses antiquités, etc. Moustachu, il arrive très souvent qu'on le prenne pour un turc. Mais parfois on le confond avec un autre homme, qui est vraiment turc. Puis la réalité s'obscurcit : qui est-il ? qui est cet autre homme ? pourquoi cette femme dit-elle qu'il est son époux alors qu'il est l'époux d'une Américaine ? et qui est cet enfant qui pleure ? Quelqu'un a-t-il pris sa place ? a-t-il pris la place de quelqu'un d'autre ? est-il cet autre-là dont il ne connaît rien ?

### Aux bons soins de M. Makepeace
Titre en anglais : c/o Mr. Makepeace.
Nouvelle publiée en 1954 de Peter Phillips, traduite en français par Dorothée Tiocca.

### Les Vents de Mars
- Titres en anglais : Now Is Forever et When the Change-Winds Blow.
- Nouvelle publiée en 1964 de Fritz Leiber, traduite en français par Christine Renard. Première traduction en français : Quand soufflent les vents du changement (1964).
- Résumé : Sur la planète Mars, loin de la Terre, loin de la femme qu'on aime ou qu'on a aimée, qui est peut-être morte, qui l'est évidemment, la solitude et le désespoir peuvent rendre fou : les mirages, les hallucinations, les souvenirs tristes et morbides peuvent faire chavirer l'esprit de tout homme.
- Voir aussi : Solaris (film, 2002)

### Je vois un homme assis dans un fauteuil, et le fauteuil lui mord la jambe
- Titre original : I See a Man Sitting on a Chair, and the Chair Is Bitting his Leg.
- Nouvelle publiée en 1968 de Robert Sheckley et Harlan Ellison.

### Chrysolithe entière et parfaite
- Titre en anglais : Entire and Perfect Chrysolite.
- Nouvelle publiée en 1970 de R. A. Lafferty, traduite en français par Dominique Abonyl.
- Autre publication dans Univers 05 avec une traduction de France-Marie Watkins.
- Résumé : À bord de leur petit navire Le Fidèle Prosélyte, cinq amis qui font une traversée en mer Méditerranée sont victimes d'étranges troubles psychiques et d'hallucinations.
- Article connexe : Chrysolite.

### Dans l'Imagicon
Titre en anglais : In the Imagicon.
Nouvelle publiée en 1966 de George H. Smith, traduite en français par Frank Straschitz.
Infos sur cette nouvelle ici et là.

### L'Avocat camé
Titre en anglais : Stoned Counsel.
Nouvelle publiée en 1972 de H. H. Hollis, traduite en français par Bruno Martin.

### Souvenirs garantis, prix raisonnables
- Nouvelle de Philip K. Dick, publiée en 1966. Elle a été adaptée au cinéma à deux reprises sous le titre Total Recall.
- Titre en anglais : We Can Remember it for You Wholesale.

### Configuration du rivage septentrional
- Titre en anglais : Configuration of the North Shore.
- Nouvelle publiée en 1969 de R. A. Lafferty, traduite en français par Dominique Abonyl.
- Résumé : John Miller consulte le psychanalyste Robert Rousse et explique au thérapeute que depuis 25 ans, il fait régulièrement un rêve, qui est devenu au fil des années une véritable névrose obsessionnelle, dans lequel il cherche à visiter le Rivage septentrional, étendue de terre mystérieuse qu'il n'arrive pas à localiser ni à atteindre en rêve. Le Dr Rousse propose alors de procéder à des séances d'hypnose, ce qu'accepte Miller. Plusieurs séances ont lieu. Au début, il s'agit de repérer l'endroit où se trouve ce Rivage septentrional ; il apparaît qu'il se situe en Papouasie-Nouvelle-Guinée. Séance après séance, ils progressent dans le rêve et dans le trajet… Un jour, Robert Rousse décide d'aller faire seul le voyage : il estime avoir assez de souvenirs du périple pour le continuer seul, sans Miller, et accéder au Rivage septentrional. En effet, Miller, obsédé par le retour à la réalité et par la sortie du rêve, ne peut pas aller plus loin ; Rousse, lui, sait qu'il a les ressources psychiques pour y arriver. S'étant auto-hypnotisé, le psychanalyste parvient enfin en ce lieu tant désiré, et réalise avec effroi que, peut-être, il ne pourra jamais revenir en arrière, restant bloqué dans ce rêve sans pouvoir en sortir.
- Cette nouvelle peut être rapprochée de la nouvelle Une mer de visages (ci-dessous), de Robert Silverberg.

### Une mer de visages
- Titre en anglais : A Sea of Faces.
- Nouvelle publiée en 1974 de Robert Silverberg, traduite en français par Gérard Lebec. Rééditée dans l'anthologie Les Jeux du Capricorne (2002).
- Infos sur cette nouvelle ici.

### Le Façonneur
- Titre en anglais : He Who Shapes.
- Nouvelle, publiée en 1965, écrite par Roger Zelazny, traduite en français par Jacques Polanis.
- Prix Nebula du meilleur roman court en 1965
- Infos sur cette nouvelle ici.
- Résumé : Charles Render est un « Façonneur », c'est-à-dire un thérapeute qui, par un système informatique élaboré dénommé « l'Œuf », soigne le psychisme des gens en le modifiant par l'hypnose. Il est divorcé, a eu deux enfants d'une précédente union et fréquente sentimentalement Jill. On verra vite dans le cours de la narration qu'il n'est pas vraiment amoureux de Jill et qu'il ne s'occupe guère de ses enfants. Sa seule passion consiste à façonner, à traiter, à rectifier l'esprit des gens dans une optique médicale. Un jour, il est contacté par Eileen Shallot, qui a deux particularités : d'une part, elle est comme lui psychiatre mais elle est aveugle ; d'autre part elle souhaite ardemment devenir, elle aussi, Façonneur. Si Render veut l'initier aux techniques du Façonnage, elle pourrait devenir la première Façonneuse aveugle au monde. Render accepte sa proposition, d'autant plus qu'il éprouve un attrait certain pour cette jolie collègue. Celle-ci est au demeurant régulièrement accompagnée par un chien mutant, prénommé Sigmund, à l'intelligence d'un enfant de 5 ans, qui lui permet notamment de parler. Plusieurs séances ont lieu : Charles Render pénètre à plusieurs reprises dans le psychisme d'Eileen, et lui apprend, elle qui est aveugle de naissance, à reconnaître des formes, des couleurs, puis des objets, des animaux, des paysages. Au fur et à mesure des séances, il améliore la connaissance d'Eileen sur le monde visible. Un jour, il est interrompu dans la rédaction d'un discours  pour une société savante par le chien Sigmund, qui vient le prévenir que sa maîtresse Eileen va mal. On apprend à ce moment-là que Sigmund est jaloux de Charles, et qu'il a peur que celui-ci le supplante dans l'affection d'Eileen. Charles se rend chez Eileen : celle-ci a reçu la visite de Jill à son cabinet, et Jill l'a accusée de lui « voler » son petit ami. Charles réconforte Eileen ; une prochaine séance d'hypnose est prévue. Le jour dit, la séance a lieu, mais tout se passe mal : Charles a élaboré un programme les mettant en scène, Eileen et lui, au Moyen Âge, mais il perd le contrôle du système. Tout se détraque, sans qu'on sache si la faute en revient à lui, Charles, ou si c'est Sigmund qui, à l'extérieur de « l'Œuf », par jalousie ou vengeance, a irrémédiablement perturbé la séance.

### Un affreux pressentiment
Titre en anglais : A Wild Surmise .
Nouvelle publiée en 1953 d'Henry Kuttner et C. L. Moore, traduite en français par Gérard Lebec.
Infos sur cette nouvelle ici.